# Franciscus Zypaeus
Franciscus Zypaeus of Frans van der Zypen (Mechelen, 1578 - Antwerpen, 1650) was een zeventiende-eeuws kerkjurist, moralist en denker.

## Levensloop
Zypaeus, was een belangrijk jurist en kerkelijke rechter in de Habsburgse Zuidelijke Nederlanden. In het jaar van zijn geboorte werden de katholieken door de calvinisten vervolgd in Mechelen, zodat het gezin uitweek naar Antwerpen, waar Frans zijn eerste vijf levensjaren doorbracht. Na de herovering van de Zuidelijke Nederlanden door de Spaanse troepen, keerde het gezin in 1584 naar Mechelen terug.
Er wordt nergens gemeld  of hij tot priester werd gewijd, maar gelet op de vele andere kerkelijke functies die hij vervulde is dit waarschijnlijk. Student aan het seminarie, kreeg hij de tonsuur in 1593 en in 1596 werd hem een prebende van kanunnik toegekend. Hij werd student aan de Artes-faculteit in Leuven en behaalde in 1605 het licentiaat in beide rechten. Hij was al het jaar voordien secretaris geworden van de bisschop van Antwerpen. Hij bleef zijn hele leven in dienst van het bisdom:
- 1614: officiaal, functie waarin hij talrijke processen voerde namens het bisdom, onder meer betreffende bevoegdheidsconflicten tussen bisdom en burgerlijke overheden.
- 1624: de eretitel van protonotarius apostolicus.
- 1624: aartsdiaken van het bisdom Antwerpen.
- 1638: vicaris-generaal van het bisdom Antwerpen.

## Rechtsgeleerde
In dienst van bisschop Johannes Malderus (1563-1633), die zelf over oorlogsrecht schreef, kon Zypaeus zijn belangstelling voor dit onderwerp de vrije loop laten en erover publiceren. In zijn uitgebreid traktaat over publiekrecht wijdde hij enkele hoofdstukken aan het oorlogsrecht, waarin hij een grondige uiteenzetting deed over de juridische rechten en plichten van de staatshoofden en de staatsinstellingen in oorlogstijd. Zoals tijdgenoten van hem, bijvoorbeeld Nicolaus Vernulaeus en Deodorus Tuldenus, zette hij zich scherp af tegen de stellingen van Macchiavelli, die voorhield dat het staatsbelang op zich voldoende was om oorlogsdaden te rechtvaardigen. Zypaeus betoogde integendeel dat morele en religieuze redenen belangrijke, zo niet soms doorslaggevende elementen inhielden. Het kwam er dan ook op aan te definiëren wanneer een oorlog gerechtvaardigd was en hoe hij moest worden gevoerd en beëindigd, om gerechtvaardigd te blijven.
Zypaeus aanvaardde alvast dat een oorlog gerechtvaardigd kon zijn. Hij voegde er nochtans de restrictie aan toe dat dit gewelddadig middel zo veel als mogelijk moest vermeden worden. Een defensieve oorlog vond hij bijna altijd rechtvaardig, want wie aangevallen werd, had het recht zich te verdedigen. Ook het neerslaan van rebellenopstanden vond hij rechtvaardig.
Hij schreef vooral over kerkelijk recht in de context van de Zuidelijke Nederlanden. Hij hechtte hierbij veel belang aan het gewoonterecht. Hij publiceerde wat men als het eerste wetboek mag beschouwen over Belgisch recht.
Het was een spannende tijd, die beheerst werd door het Concilie van Trente (1545-1563) en de gevolgen van de besluiten die daar werden genomen. Het pausschap werd een steeds sterker georganiseerd instituut dat meer greep kreeg op de bisdommen en de overige kerkelijke organisaties, maar ook op de burgerlijke overheid. Anderzijds breidden de kerkelijke rechtbanken, ook de bisschoppelijke, hun toezicht uit op het geloof en de zeden.
Franciscus Zypaeus schreef onder meer:
- Iudes, magistratus, senator libris IV exhibitus, Antwerpen, 1630 - Antwerpen, 1673 en 1675.
- De iurisdictione ecclesiastica et civili libri.

In deze traktaten nam Zypaeus een tweeledige houding aan. Hij verdedigde de kerkelijke jurisdictie, maar zocht tevens verzoening tussen het kerkelijk recht en het in de Zuidelijke Nederlanden geldende gewoonterecht.
Naast zijn studies over de verhouding tussen kerkelijke en wereldlijke jurisdictie, had hij ook aandacht voor de burgerlijke wet. In zijn Notitia juris belgici gaf hij een uitgebreid overzicht van de eigen wetten in de Lage Landen.

## Henricus Zypaeus
Hendrik van den Zype (Mechelen, 1578 - Sint-Andries (?), 14 maart 1659) was de (tweeling)broer van Franciscus. Hij werd benedictijn en kwam in 1616 aan het hoofd van de Sint-Andriesabdij bij Brugge. Hij werkte hard aan de verbetering van de regeltucht in de gemeenschappen waar hij verantwoordelijkheid over droeg. Hij kreeg anderzijds bekendheid door zijn vrijgevigheid tegenover de armen en door de verfraaiingswerken die hij uitvoerde aan de abdijgebouwen.
Hij schreef: Gregorius magnus ex nobilissima et antiquissima in Eccledia Dei familia benedictina oriendus, Ieper, 1611.

## Voetnoot
1. ↑  althans niet in de gemelde literatuur

- Biblioteca Nacional de España: XX1166148
- Biografisch Portaal: 09015328
- Catàleg d'autoritats de noms i títols de Catalunya: 981058527274206706
- Gemeinsame Normdatei: 100722245
- International Standard Name Identifier: 0000 0001 1466 7496
- Library of Congress Control Number: n92054139
- Nationale Bibliotheek van Tsjechië: ola2014852622
- Nationale Bibliotheek van Israël: 987007315228005171
- Nederlandse Thesaurus van Auteursnamen: 073384259
- Système universitaire de documentation: 123815665
- Virtual International Authority File: 5280493
- WorldCat: E39PBJqqw3vMCvbmykydXWyWXd